# Gulling (Enns)
Die Gulling ist ein rechter Nebenfluss der Enns, in die sie beim 167. Flusskilometer einmündet. Die Gulling entspringt im Gemeindegebiet von Rottenmann und durchfließt das Gullingtal, wo sie zwischen Aigen und Ketten den Talausgang erreicht.

## Name
Der Fluss wird um 1300 erstmals urkundlich erwähnt (in der Gvlnich). Der Name leitet sich vom slawischen *Golьnikь ab, was das slawische Wort *golь für 'kahl, bloß' enthält und ursprünglich eine Berg- oder Flurbezeichnung darstellte.

## Verlauf
Die Gulling, im Oberlauf auch Schwarzgulling genannt, entspringt in den Rottenmanner Tauern nördlich vom Kreuzberg auf 1820 m ü. A. Sie fließt durch ein Trogtal aus kristallinem Gestein und durchschneidet in einem Trog- und Kerbtal die Grauwackenzone. Zwischen den Ortschaften Aigen im Ennstal und Ketten erreicht die Gulling den Talausgang. Sie passiert den breiten Talboden und mündet nach einer Gesamtlänge von 25,7 Kilometern östlich vom Tachenberger Moos in die Enns.